# Czosnaczek pospolity
Czosnaczek pospolity (Alliaria petiolata (M. Bieb.) Cavara et Grande) – gatunek rośliny z rodziny kapustowatych. Występuje na obszarze Europy, w Afryce Północnej oraz Azji zachodniej i południowej. W Polsce gatunek pospolity. Roślina inwazyjna na innych kontynentach.

## Rozmieszczenie geograficzne
Naturalny zasięg gatunku obejmuje całą Europę, północne krańce Afryki (Maroko, Tunezja) oraz południowo-zachodnią i środkową Azję sięgając po Kazachstan, Sinciang, Tybet, Nepal i północno-zachodnie Indie. Jako gatunek zawleczony i inwazyjny występuje w USA, Kanadzie i Argentynie.
W Polsce gatunek jest pospolity niemal na całym obszarze, rzadziej spotykany jest tylko w północno-wschodniej części kraju i w łódzkim.

## Morfologia

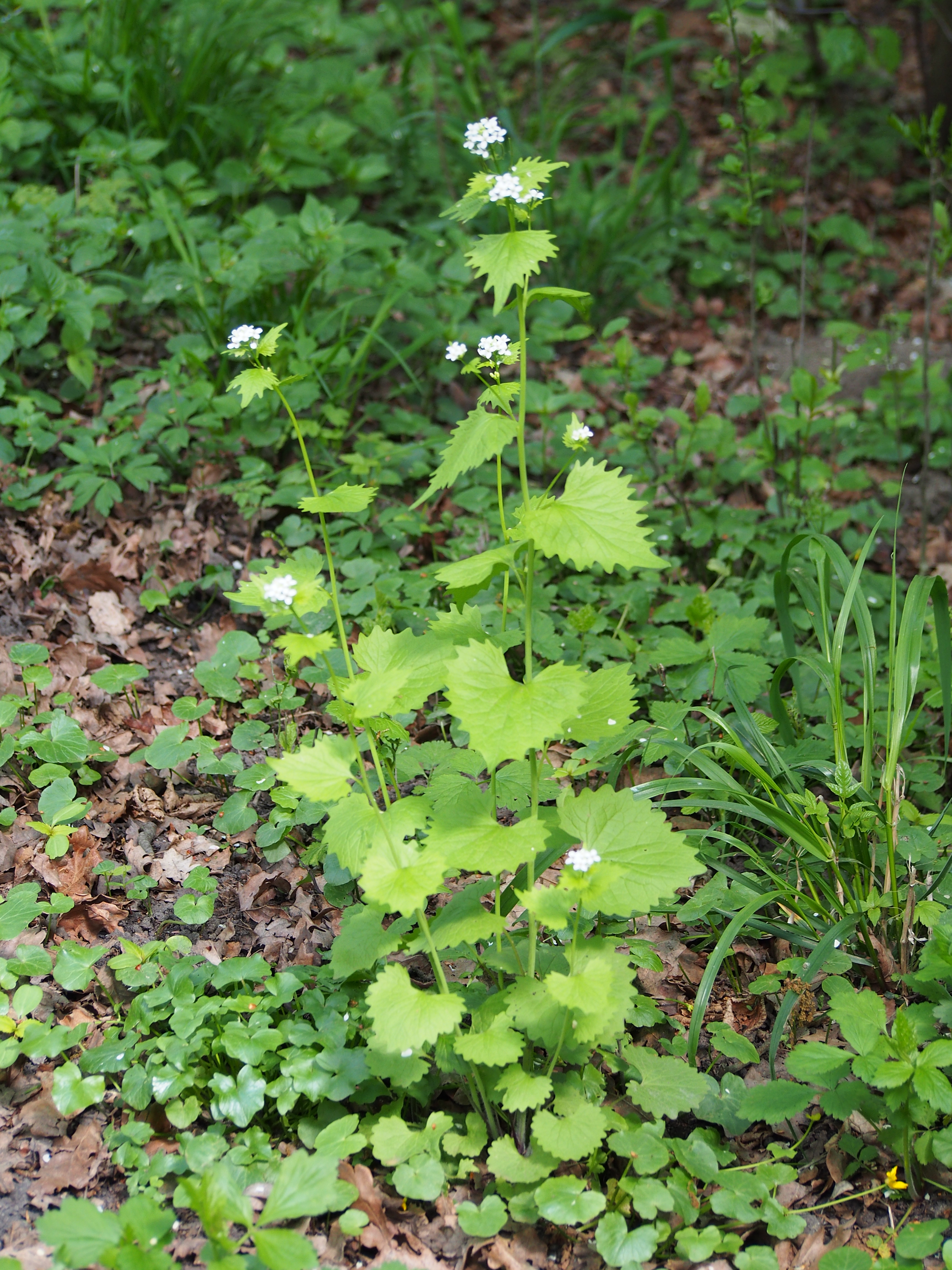
Pokrój

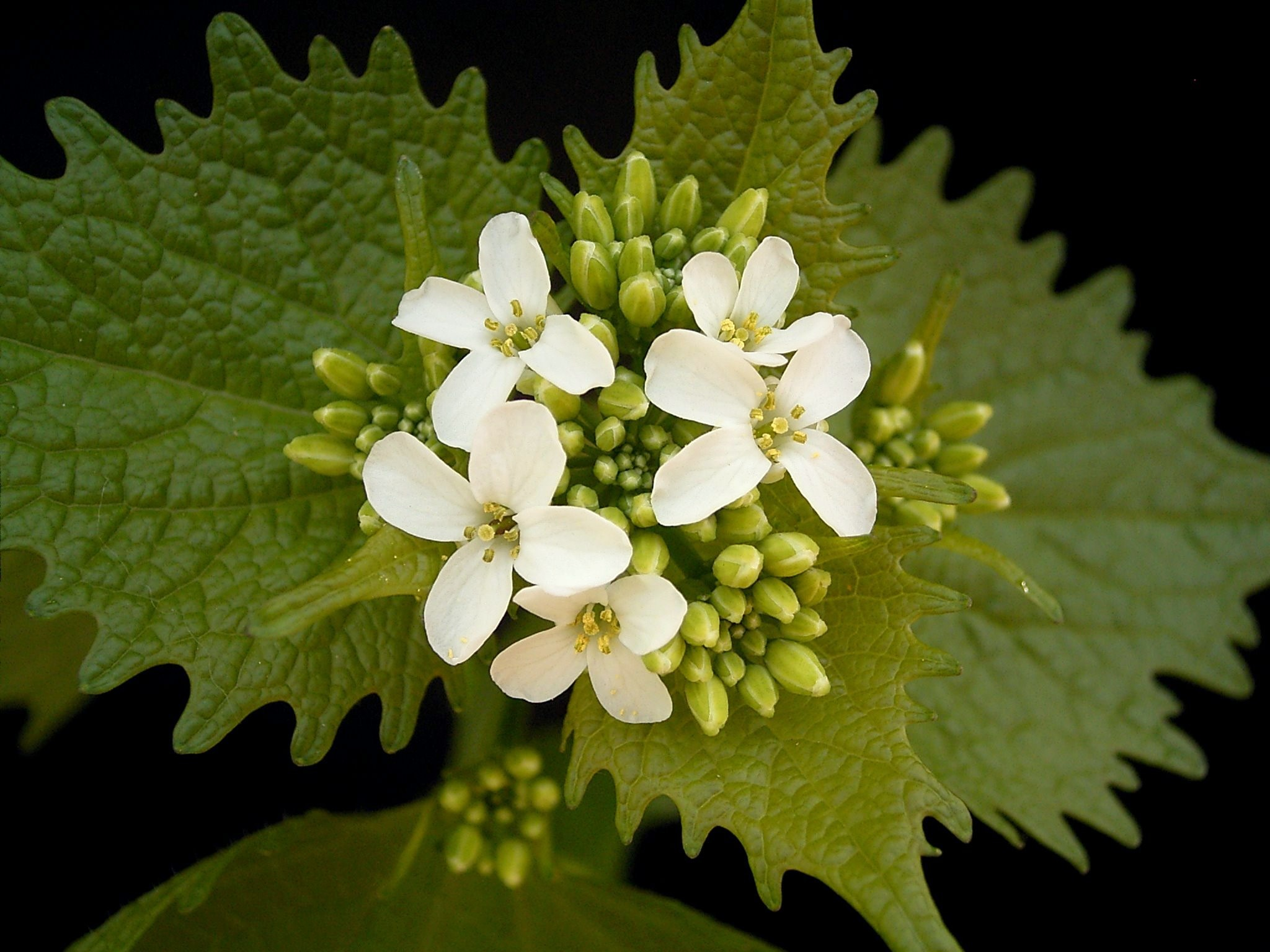
Kwiaty

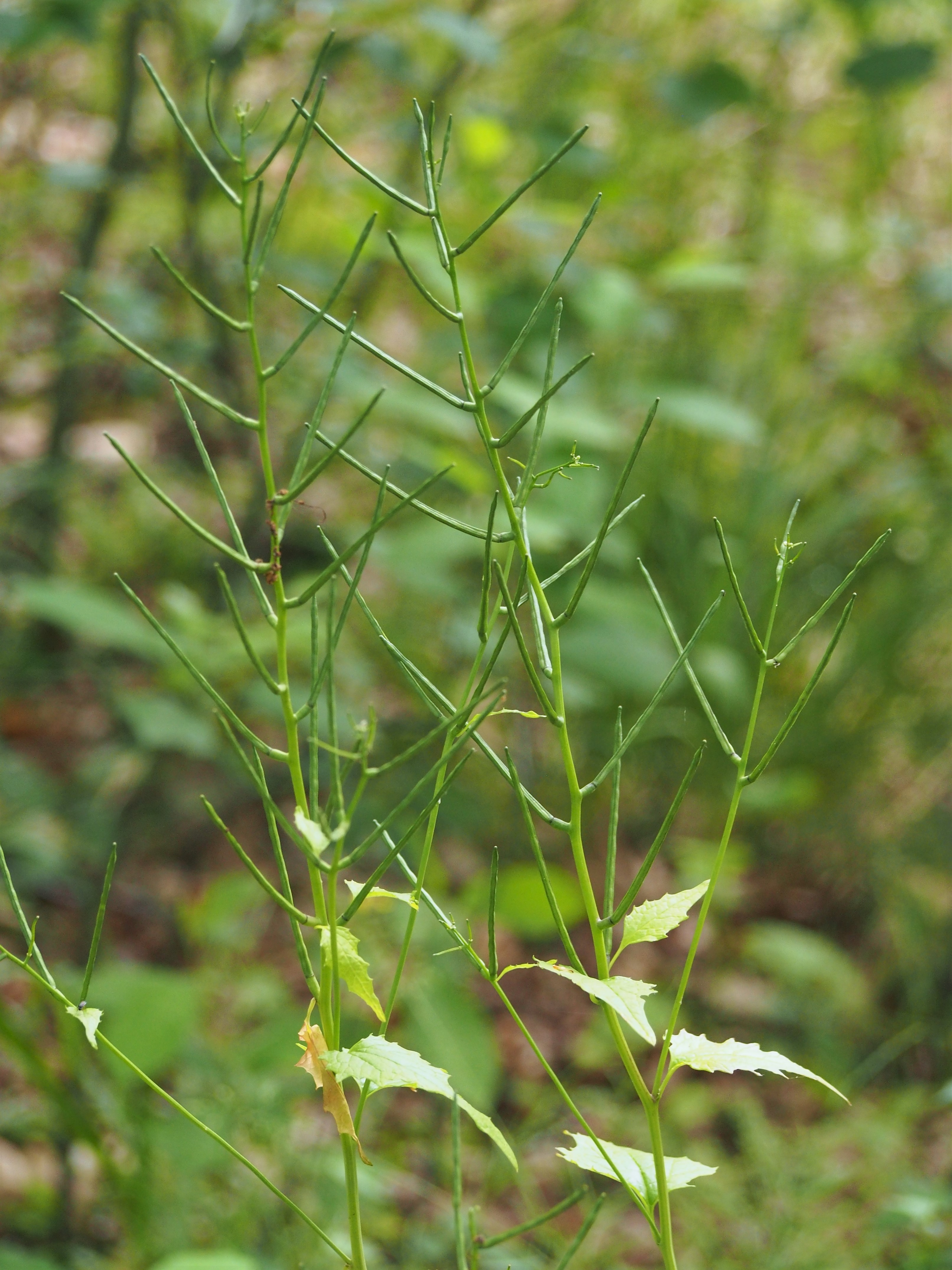
Owoce

PokrójRoślina zielna wysokości 30-100 cm, rzadko od 15 do 130 cm. W pierwszym roku wegetacji wyrasta rozeta liści blisko gruntu, która pozostaje zielona przez zimę. Wiosną drugiego roku wyrasta pęd z kwiatami. Po wydaniu nasion liście obumierają, sucha łodyga z częścią owoców pozostaje jeszcze przez lato.
ŁodygaPrzeważnie pojedyncza, jeżeli roślina rośnie w pełnym świetle, może być krzaczasto rozgałęziona. Prosto wzniesiona, gęsto ulistniona, kanciasta, w dolnej części odstająco owłosiona (włoski do 1,5 mm długości), poza tym naga, sinawo nabiegła.
LiścieCienkie, nagie (dolne mogą być owłosione, owłosione są też ogonki). Dolne długoogonkowe (ogonek o długości 3-16 cm), okrągłojajowate lub nerkowate (zwykle od 3 do 16 cm szerokości, nieco krótsze niż szerokie), na brzegu karbowane lub piłkowane. Górne liście z coraz krótszymi ogonkami, trójkątne do jajowatych, u nasady sercowate, na brzegu nieregularnie ząbkowane, czasem nawet wrębne, na szczycie zaostrzone. Młode liście jasnozielone.
KwiatyMałe, zebrane po kilka w grona wyrastające z kątów najwyższych liści. Kwiaty mają cztery jasnozielone, wąsko jajowate działki kielicha o długości ok. 3 mm, cztery białe, odwrotnie jajowate płatki korony o długości 4–8 mm, 6 pręcików, 4 z nich dłuższe o nitkach długości 2–3,5 mm, z pylnikami o długości do 1 mm. Nitki pręcików spłaszczone.
OwoceCzterokanciasta łuszczyna o długości (2-)3-7(-8) cm i szerokości 1,2-2,5 mm dojrzewające na znacznie od nich krótszych szypułkach, grubości podobnej jak łuszczyny. Nasiona silnie pomarszczone, szorstkie, brunatne do czarnych, długości od 2 do 4,5 mm.

## Biologia i ekologia

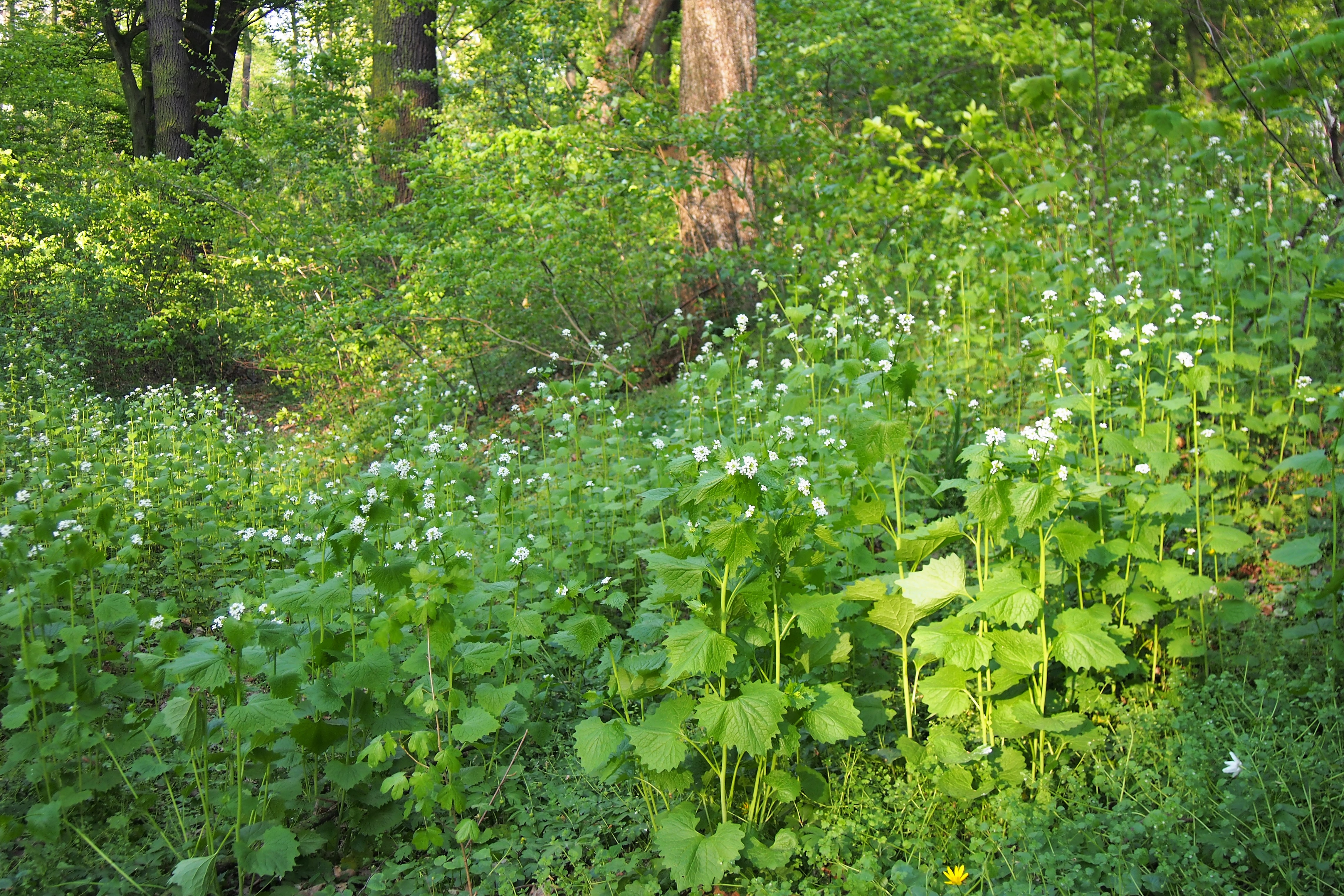
Czosnaczek na skraju lasu pod Wrocławiem

Roślina dwuletnia (rzadko roczna lub bylina), hemikryptofit. Kwitnie od kwietnia do czerwca, a w górach do lipca. Kwiaty zapylane są przez owady i są samopylne. W rozsiewaniu nasion istotną rolę odgrywa wiatr.
Rośnie w lasach liściastych, liczniej w miejscach widnych i wilgotnych, także na skrajach lasów i w zaroślach oraz na siedliskach ruderalnych – pod płotami, na przydrożach, na nasypach kolejowych. W klasyfikacji zbiorowisk roślinnych gatunek charakterystyczny dla O. Glechometalia. 
Preferuje luźne gleby gliniasto-piaszczyste i żwirowe, o dużej zawartości próchnicy i składników pokarmowych. Roślina azotolubna. Liczba chromosomów 2n = 36, 42.
Na liściach żerują larwy wielu gatunków motyli (zorzynek rzeżuchowiec, bielinek bytomkowiec, bielinek rzepnik, paśnik chrzaniak).
Cechy fitochemiczneW części nadziemnej rośliny zawarty jest olejek gorczyczny o bardzo ostrym smaku, flawonoid aliarozyd, glukozynolany (m.in. synigrynę), sinapinę, witaminę C i A. Po roztarciu roślina silnie pachnie czosnkiem. W korzeniach stwierdzono glukonasturcynę, a w nasionach kardenolidy. Mimo to jest praktycznie nieszkodliwy. Spożyty przez krowy może spowodować nieprzyjemny smak mleka.

## Zastosowanie
- Roślina lecznicza – ziele używane było dawniej jako drażniące skórę i lek przeciwrobaczy[8], do gojenia ran, na przeziębienie i w przypadku szkorbutu[13].
- Sztuka kulinarna – jadalne są liście i owoce o smaku zbliżonym do czosnku i gorczycy. Spożywa się je w stanie surowym, ponieważ gotowanie powoduje utratę aromatu[14]. Liście są wykorzystywane we Francji jako składnik sałatek[6][9]. Nasiona używane są jako przyprawa[6][14].